# Chiriac I al Bizanțului
Chiriac I al Bizanțului, numit uneori Cyriacus sau Cyrillianus, (în greacă Κυριακός/Κυριλλιανός, transliterat: Kiriakos/Kirillianos; n. secolul al II-lea d.Hr. – d. 230 d.Hr.) a fost episcop al Bizanțului, slujind pentru 13 ani între 217 și 230, în timpul domniilor împăraților Romani Macrinus (și a lui Diadumenian), Elagabalus și Alexandru Severus. 
L-a urmat pe Filadelf și a fost urmat de Castin.